# Communauté d'agglomération Seine-Essonne
La communauté d’agglomération Seine-Essonne (CASE) est une ancienne structure intercommunale française située dans le département de l’Essonne et la région Île-de-France. 
L'intercommunalité a fusionné avec ses voisines pour créer, le 1er janvier 2016, la communauté d'agglomération Grand Paris Sud Seine Essonne Sénart.

## Historique
Évolution[C'est-à-dire ?] de la communauté de communes de Corbeil-Essonnes et du Coudray-Montceaux créée en 1996, la communauté de communes Seine-Essonne a été créée un arrêté préfectoral du 19 décembre 2002 avec une prise d’effet au 31 décembre 2002, sous le statut d'une communauté d’agglomération le 9 décembre 2002.
Elle a fusionné avec les communautés d'agglomération de Évry Centre Essonne, Sénart et Sénart en Essonne ainsi que la commune de Grigny pour former le 1er janvier 2016 la communauté d'agglomération Grand Paris Sud Seine Essonne Sénart.

## Territoire communautaire

### Géographie
| Type d'occupation           | Pourcentage | Superficie (en hectares) |
| --------------------------- | ----------- | ------------------------ |
| Espace urbain construit     | 31,3 %      | 1 464,54                 |
| Espace urbain non construit | 11,4 %      | 535,27                   |
| Espace rural                | 57,3 %      | 2 684,99                 |
| Source : Iaurif-MOS 2008    |             |                          |

La communauté d’agglomération Seine-Essonne est située à l’est du département de l’Essonne. Son altitude varie entre trente-deux mètres à Soisy-sur-Seine et cent mètres à Le Coudray-Montceaux.

### Composition
La communauté d’agglomération Seine-Essonne regroupait en 2015 les cinq communes suivantes :
| Code Insee  | Commune                   | Population  |
| ----------- | ------------------------- | ----------- |
| 91 2 96 174 | Corbeil-Essonnes          | 43 086 hab. |
| 91 2 32 225 | Étiolles                  | 3 073 hab.  |
| 91 2 16 179 | Le Coudray-Montceaux      | 4 708 hab.  |
| 91 2 32 553 | Saint-Germain-lès-Corbeil | 7 174 hab.  |
| 91 2 32 600 | Soisy-sur-Seine           | 7 048 hab.  |

### Démographie
| 1968 | 1975 | 1982 | 1990 | 1999   | 2006   | 2010   |
| ---- | ---- | ---- | ---- | ------ | ------ | ------ |
| -    | -    | -    | -    | 58 849 | 62 333 | 65 089 |

Pyramide des âges
| Hommes | Classe d’âge | Femmes |
| ------ | ------------ | ------ |
| 0,2    | 90 ans ou +  | 0,8    |
| 4,0    | 75 à 89 ans  | 6,2    |
| 10,9   | 60 à 74 ans  | 11,4   |
| 18,8   | 45 à 59 ans  | 18,7   |
| 22,1   | 30 à 44 ans  | 21,3   |
| 21,5   | 15 à 29 ans  | 21,2   |
| 22,6   | 0 à 14 ans   | 20,5   |

| Hommes | Classe d’âge | Femmes |
| ------ | ------------ | ------ |
| 0,3    | 90 ans ou +  | 0,8    |
| 4,4    | 75 à 89 ans  | 6,7    |
| 11,3   | 60 à 74 ans  | 11,9   |
| 19,9   | 45 à 59 ans  | 20,0   |
| 21,9   | 30 à 44 ans  | 21,4   |
| 20,6   | 15 à 29 ans  | 19,2   |
| 21,7   | 0 à 14 ans   | 20,0   |

## Organisation

### Siège
La communauté d'agglomération avait son siège au Coudray-Montceaux Rond-point de la Demi-Lune.

### Élus
À la suite de la réforme des collectivités territoriales de 2013, les conseillers communautaires sont élus au suffrage universel direct en même temps que les conseillers municipaux. Les règles de composition des conseils communautaires ayant changé, celui-ci comptera à partir de mars 2014 quarante-cinq conseillers communautaires,  répartis selon la taille démographique de chaque commune comme suit :
- Corbeil-Essonnes : 21 conseillers ;
- Le Coudray-Montceaux : 6 conseillers ;
- Saint-Germain-Lès-Corbeil : 7 conseillers ;
- Soisy-sur-Seine : 6 conseillers ;
- Etiolles : 5 conseillers

À la suite des élections municipales de 2014, le conseil communautaire de la CASE se composait des tendances politiques suivantes : 
| Parti                 | Sigle | Sigle | Élus |
| --------------------- | ----- | ----- | ---- |
| Opposition (4 sièges) |       |       |      |
| Union de la gauche    |       | UG    | 4    |
| Majorité (41 sièges)  |       |       |      |
| Sans étiquette        |       | SE    | 6    |
| Union de la droite    |       | UD    | 23   |
| Divers droite         |       | DVD   | 12   |
| Président de la CASE  |       |       |      |
|                       |       |       |      |

### Liste des présidents
| Période                                  | Période       | Identité             | Étiquette | Qualité                                                   |
| ---------------------------------------- | ------------- | -------------------- | --------- | --------------------------------------------------------- |
| Les données manquantes sont à compléter. |               |                      |           |                                                           |
| 2003                                     | 2008          | François Gros        | UMP       | Maire du Coudray-Montceaux                                |
| 2008                                     | 2009          | Serge Dassault       | UMP       | Sénateur-Maire de Corbeil-Essonnes                        |
| 2009                                     | 2009          | Jean-Pierre Marcelin | DVD       | Maire de Saint-Germain-lès-Corbeil, président par intérim |
| 2009                                     | 2010          | Jean-Pierre Bechter  | UMP       | Maire de Corbeil-Essonnes                                 |
| 2010                                     | 2010          | Jean-Pierre Marcelin | DVD       | Maire de Saint-Germain-lès-Corbeil, président par intérim |
| 2010                                     | décembre 2015 | Jean-Pierre Bechter  | UMP       | Maire de Corbeil-Essonnes                                 |

### Compétences
La communauté d’agglomération Seine-Essonne exerçait les compétences qui lui avaient été transférées par les communes membres dans les conditions définies par le code général des collectivités territoriales, soit le développement économique, l’aménagement du territoire, l’équilibre social de l’habitat et la politique de la ville, ainsi que la gestion des équipements sportifs et culturels, la gestion de la voirie, la collecte et de tri des ordures ménagères, la gestion et le développement des transports en commun et la promotion touristique du territoire.

### Régime fiscal et budget
La Communauté d'agglomération est un établissement public de coopération intercommunale à fiscalité propre.
Afin de financer l'exercice de ses compétences, l'intercommunalité, comme l'ensemble des communautés d'agglomération,  percevait la fiscalité professionnelle unique (FPU) – qui a succédé à la taxe professionnelle unique (TPU) – et assurait une péréquation de ressources entre les communes résidentielles et celles dotées de zones d'activité.
En 2008, la communauté d’agglomération disposait d’un budget de 28 309 567 euros et fixait un taux de taxe professionnelle unique à 15,80 %.
| Postes                                             | 2007         | 2008         | 2009         | 2010         | 2011         |
| -------------------------------------------------- | ------------ | ------------ | ------------ | ------------ | ------------ |
| Produits de fonctionnement                         | 28 966 000 € | 36 319 000 € | 30 837 000 € | 32 908 000 € | 33 190 000 € |
| Charges de fonctionnement                          | 24 938 000 € | 30 472 000 € | 25 733 000 € | 24 767 000 € | 26 825 000 € |
| Ressources d’investissement                        | 16 028 000 € | 14 565 000 € | 22 651 000 € | 9 617 000 €  | 12 924 000 € |
| Emplois d’investissement                           | 14 083 000 € | 15 308 000 € | 8 683 000 €  | 12 501 000 € | 14 838 000 € |
| Dette                                              | 5 616 000 €  | 5 214 000 €  | 13 814 000 € | 12 996 000 € | 12 174 000 € |
| Source : Ministère de l’Économie et des Finances,. |              |              |              |              |              |

### Identité visuelle
| Logotype de la communauté d’agglomération Seine-Essonne | La communauté d’agglomération Seine-Essonne s’est dotée d’un logotype. |

## Réalisations

### Projet communautaire
La communauté d’agglomération Seine-Essonne s’était dotée d’un projet de territoire en juillet 2005, regroupant cinquante actions permettant à ce territoire de se développer en harmonie avec son  patrimoine culturel, naturel, économique et commercial dans un grand bassin d'emploi et d’habitat traversé par la Seine et l’Essonne.

## Pour approfondir